# Urothraupis stolzmanni
La tangara de Stolzmann, montero paramuno (en Colombia), quinvera dorsinegra (en Ecuador o pinzón de lomo negro  (Urothraupis stolzmanni) es una especie de ave paseriforme de la familia Thraupidae, la única del género Urothraupis. Es nativa de regiones andinas del noroeste de América del Sur

## Distribución y hábitat
Se encuentra únicamente en los Andes centrales de Colombia (desde Caldas hasta Cauca) y en la pendiente oriental de la cordillera de los Andes desde el suroeste de Colombia (Nariño) hasta el sureste de Ecuador (hasta Morona Santiago.
Esta especie es considerada poco común y local en sus hábitats naturales; los bosques y arbustales de alta montaña (inclusive Polylepis), cerca de la línea de árboles, en altitudes entre 3200 y 4000 m.

## Descripción
Mide 15cm de longitud. Por arriba es enteramente negro con la garganta blanca contrastando; por abajo es jaspeado y moteado gris y blanco.

## Comportamiento
Con más frecuencia anda en grupos de cuatro a seis ejemplares que buscan activamente por insectos en el follaje; regularmente se asocian a pequeñas bandadas mixas de otros tráupidos, chingolos, furnáridos y otros. Generalmente es manso y fácil de ser observado.

## Sistemática

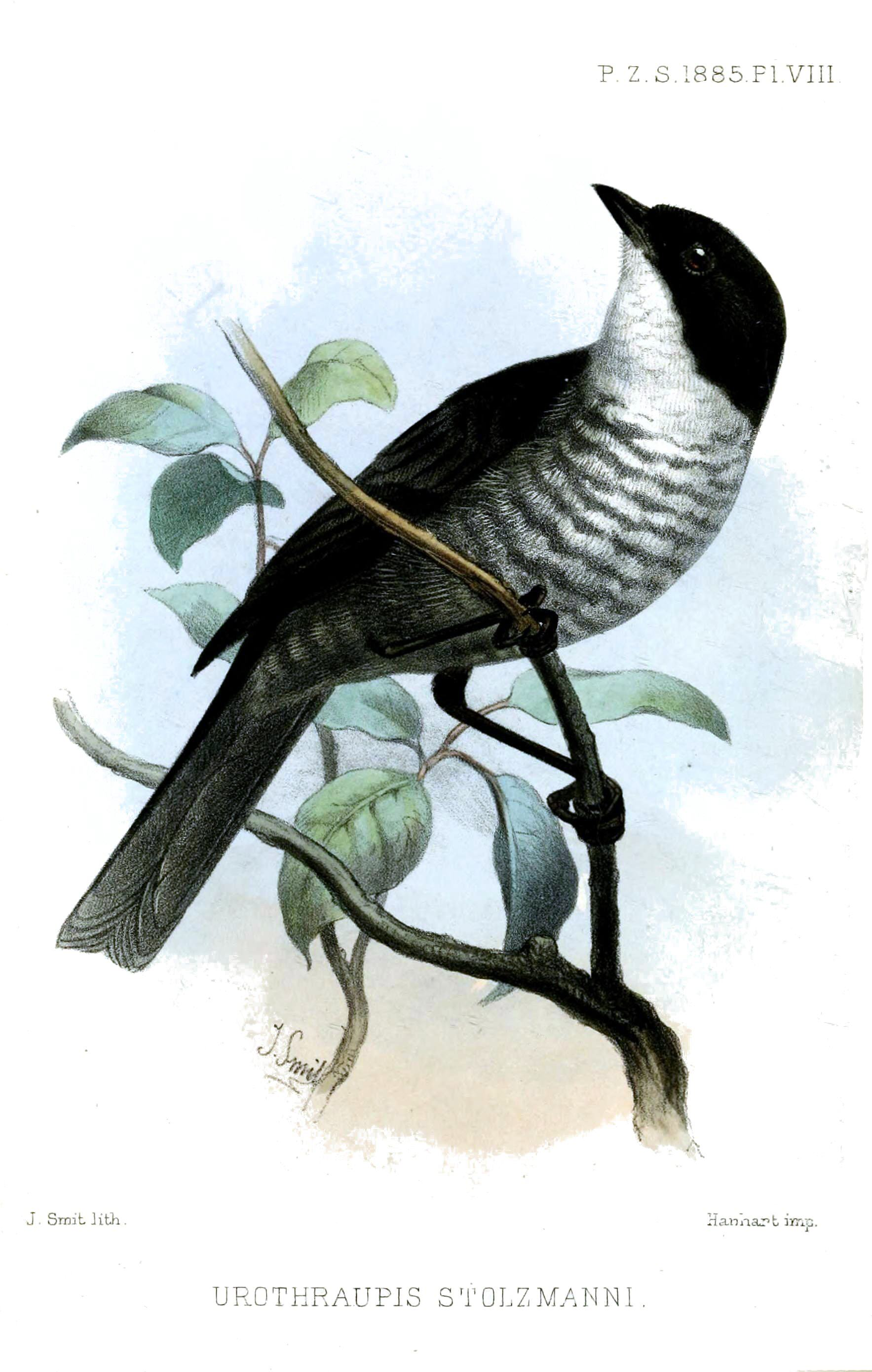
Urothraupis stolzmanni, ilustración de Smit en Proceedings of the Zoological Society of London, 1885.

### Descripción original
La especie U. stolzmanni  y el género Urothraupis fueron descritos por primera vez por los ornitólogos polaco Władysław Taczanowski y alemán Hans von Berlepsch en 1885; su localidad tipo es: «Hacienda San Rafael, 9000 pies [c. 2740 m], Volcán Tungurahua, Ecuador».

### Etimología
El nombre genérico femenino Urothraupis se compone de las palabras griegas «oura»: cola, y  «θραυπίς thraupis»: pequeño pájaro desconocido mencionado por Aristóteles, tal vez algún tipo de pinzón (en ornitología thraupis significa «tangara»); y el nombre de la especie «stolzmanni» conmemora al ornitólogo polaco Jean Stanislaus Stolzmann (1854–1928).

### Taxonomía
Es monotípica. Los amplios estudios filogenéticos recientes de Burns et al. (2014) comprueban que la presente especie es hermana de Nephelornis oneilli, y el par formado por ambas es próximo a Microspingus, todos en una subfamilia Poospizinae.